# Détectivité spécifique
La détectivité spécifique, ou D*, d'un photodétecteur est un facteur de mérite utilisé pour caractériser ses performances. Elle est égale à l'inverse de la puissance équivalente de bruit (NEP), normalisée par la surface et la bande passante :
{\displaystyle D^{*}={\frac {\sqrt {A\ \Delta f}}{\mathrm {NEP} }}}
où {\displaystyle A} est la surface photosensible du détecteur et {\displaystyle \Delta f} la bande passante.
L'unité SI de détectivité spécifique est le m Hz1/2 W−1, mais on emploie plus communément le cm Hz1/2 W−1, aussi appelé « jones » en l'honneur de Robert Clark Jones qui a défini cette quantité,.
Sachant que la puissance équivalente de bruit peut être exprimée en fonction de la responsivité {\displaystyle {\mathfrak {R}}} (unité : A/W ou V/W) et de la densité spectrale de bruit {\displaystyle S_{n}} (unité : A Hz−1/2 ou V Hz−1/2) par la relation :
{\displaystyle \mathrm {NEP} ={\frac {S_{n}{\sqrt {\Delta f}}}{\mathfrak {R}}}}
Le numérateur de cette expression constitue l'écart type du courant de bruit.
Il est courant de définir la détectivité par l'expression :
{\displaystyle D^{*}={\frac {{\mathfrak {R}}\ {\sqrt {A}}}{S_{n}}}}
Il est également souvent utile d'exprimer la détectivité en termes de niveaux de bruit relatif présent dans le dispositif. Une expression couramment utilisée est :
{\displaystyle D^{*}={\frac {q\ \lambda \ \eta }{h\ c}}\left({\frac {4\ k\ T}{R_{0}\ A}}+2\ q^{2}\ \eta \ \Phi _{b}\right)^{-1/2}}
où q est la charge électronique, {\displaystyle \lambda } la longueur d'onde concernée, h la constante de Planck, c la vitesse de la lumière dans le vide, k la constante de Boltzmann, T la température du détecteur (en K), {\displaystyle R_{0}A} le produit surface-résistance dynamique à polarisation nulle (souvent mesuré expérimentalement, mais aussi exprimable en termes d'hypothèses de niveau de bruit), {\displaystyle \eta } l'efficacité quantique du dispositif et {\displaystyle \Phi _{b}} le flux total de la source (souvent un corps noir) en photons s−1 cm−2.